# كوشيتسه
كوشيتسه (بالسلوفاكية: Košice)‏ هي مدينة سلوفاكية تقع على بعد 400 كم شرقي العاصمة براتيسلافا وتعتبر ثاني أكبر وأهم مدينة في سلوفاكيا بالإضافة لكونها عاصمة الإقليم. و ترجع أهمية المدينة إلى موقعها المميز حيث تبعد 20 كم من الحدود المجرية و 80 كم من الحدود الأوكرانية و 90 كم من الحدود البولندية مما يجعل من المدينة مركزاً للتبادل التجاري في المنطقة.

## التركيبة السكانية
تنوعت التركيبة السكانية لمدينة كوشيتسه على مر الزمن، ففي القرن التاسع عشر كانت نسبة سكان المدينة ذوي الأصل السلوفاكي 42% من عدد السكان، أما بقية السكان فكانوا 41% من أصل مجري و 17% من أصل ألماني. أخذت نسبة المجريين في الزيادة ليمثّلوا 67% من عدد السكان في مطلع القرن العشرين، ومَثّل السلوفاك في ذلك الوقت 23% والألمان 7%.
و مع إعلان قيام تشيكوسلوفاكيا في العام 1918 بدأت نسبة السكان ذوي الأصول المجرية بالانخفاض حيث تشير الإحصائيات أن في العام 1930 لم تزد نسبة المجريين عن 16.4%، بالمقابل زادت نسبة التشيكوسلوفاكيين ليمثلوا 60.2% بالإضافة إلى 4.7% من الألمان و 8.1% من اليهود.
مع اندلاع الحرب العالمية الثانية انفصلت تشيكوسلوفاكيا وقامت ألمانيا النازية باحتلال التشيك بعد معاهدة ميونخ التي نصت على تقسيم تشيكوسلوفاكيا بين كل من ألمانيا، بولندا والمجر.
و بعد انتهاء الحرب وخروج الألمان أصدر رئيس تشيكوسلوفاكيا آنذاك إدوارد بينش مرسوماً رئاسياً بإبعاد المجريين من تشيكوسلوفاكيا سمي ب مرسوم بينش. فانخفضت نسبة المجريين في المدينة ليُمثّلوا في العام 1950 4% فقط من عدد السكان وتكون الغالبية العظمى 95% للتشيكوسلوفاكيين أمّا اليهود فلم يعد لهم وجود في ذلك العام حيش تشير الأرقام أن الألمان قاموا بإبادة 10,000 يهودي تقريباً.
أما الآن ووفقاً لإحصاء العام 2001 فإن 89.1% من السكان هم سلوفاك، 3.4% مجريين، 2.1% غجر و 1.2% تشيكيين بالإضافة إلى أقليات أخرى. يعتنق 58.3% من السكان المسيحية الكاثوليكية، 7.6% يتبعون كنيسة الروم الكاثوليك و 4.1% الكنيسة اللوثرية، فيما 19.4% ليس لهم أي انتماء ديني.

## وصلات خارجية
- الموقع الرسمي لمدينة كوشيتسه
- معلومات سياحيه عن مدينة كوشيتسه
- سياحه ورحلات في كوشيتسه
- مطار كوشيتسه
- موؤسسة الباصات السلوفاكيه - فرع كوشيتسه
- موقع حديقة الحيوان في كوشيتسه
- موقع إذاعة كوشيتسه
- موقع جامعة التكنولوجيا في كوشيتسه
- موقع جامعة بافل شافارك كوشيتسه
- موقع جامعة الاقتصاد كوشيتسه
- موقع جامعة الطب البيطري في كوشيتسه